# Armoiries des Bahamas
Le blason des Bahamas adopté le 7 décembre 1971, présente de nombreux symboles nationaux. Le blason est flanqué à gauche d'un marlin et à sa droite d'un flamant rose. Dans la partie supérieure du blason, on peut voir une conque représentant la diverse faune marine de l'île, elle repose sur un heaume d'or, d'azur et d'argent. Le symbole principal, situé sur un champ d'argent, représente une Caraque faisant référence à la Santa Maria de Christophe Colomb surmontée par le soleil. 
Dans la partie inférieure, sur une ceinture d'or on peut lire la devise nationale du pays : « Forward Upward Onward Together » (Avancez vers le haut, avancez ensemble). Le flamand est sur la terre et le marlin sur la mer indiquant la géographie des îles. Les couleurs vives symbolisent le futur brillant des îles. 